# Eryngium coquimbanum
Eryngium coquimbanum är en flockblommig växtart som beskrevs av Rodolfo Amando Philippi och Ignatz Urban. Eryngium coquimbanum ingår i släktet martornar, och familjen flockblommiga växter. Inga underarter finns listade i Catalogue of Life.

## Bildgalleri

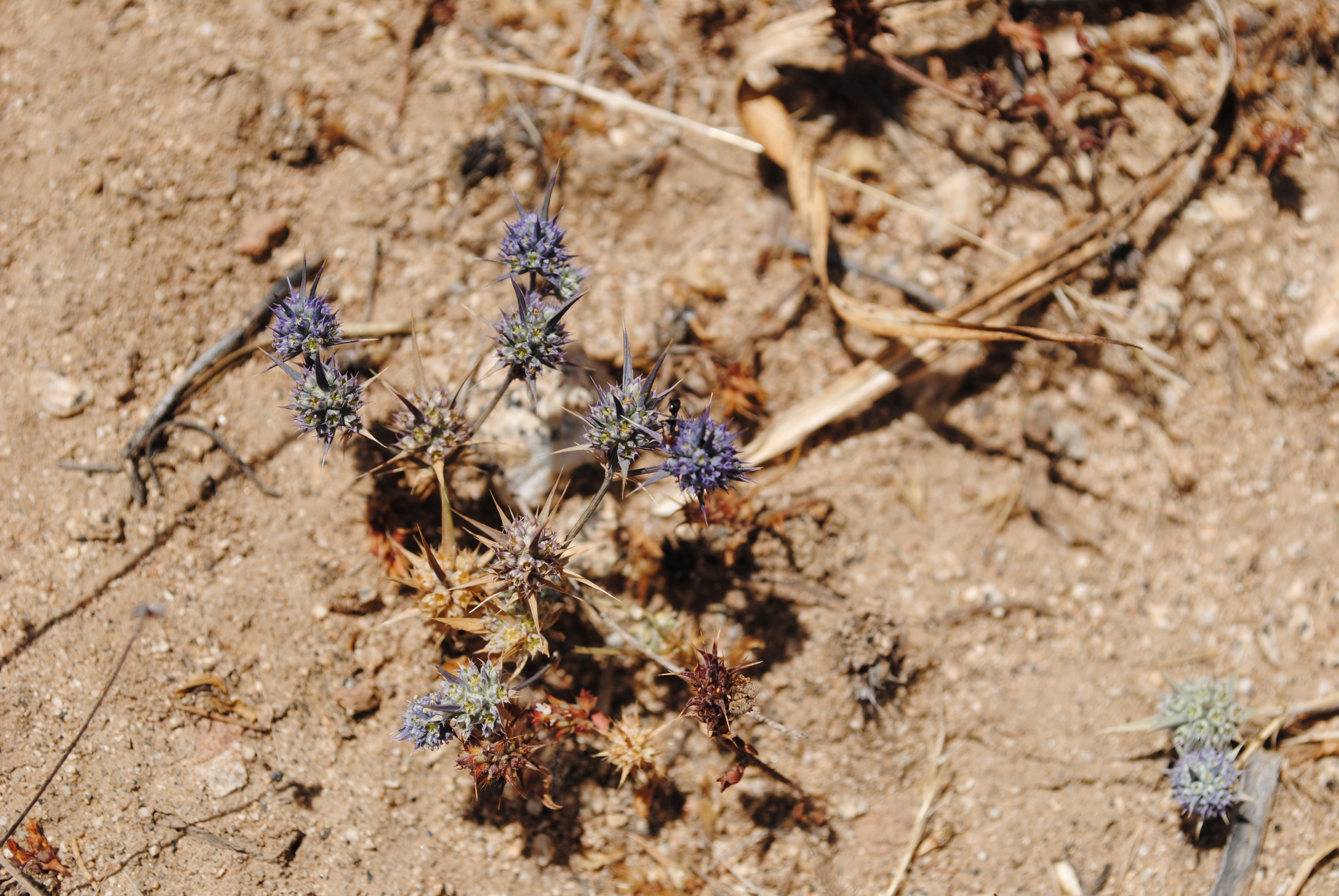